# 에노키도역 (지바현)
에노키도역(일본어: 榎戸駅, えのきどえき 에노키도에키[*])은 일본 지바현 야치마타시에 있는 동일본 여객철도의 철도역이다.

## 역 구조
상대식 승강장으로 2면 2선의 지상역이다. 승강장 사이는 조시 방면에 있는 과선교로 이어져 있다. 사쿠라역의 관할권에 있으며, 지바 지사의 자회사 JR 지바 철도 서비스 (2009년 4월 1일부터이며, 그 이전에는 게이요 기획 개발이었다.)가 역 업무를 위탁받은 업무위탁역으로 소규모 역사에는 개찰 창구 (POS 단말기 설치)와 자동발권기가 있다. 간이 개찰기는 스이카의 사용이 가능하다

### 승강장
| 1 | ■ 소부 본선 (상행) | 사쿠라・지바 방면                  |
| 2 | ■ 소부 본선 (하행) | 야치마타・나루토・요카이치바・조시 |

## 역사
- 1958년 4월 1일 - 일본국유철도의 역으로서 개업하였다.
- 1974년 - 사쿠라 ~ 조시 간 전철화에 따라 승강장이 2면 2선으로 확장되었다.
- 1987년 4월 1일 - 민영화에 따라 동일본 여객철도의 소속이 되었다.
- 1997년 7월 1일 - 업무위탁에 따라 유인역이 되었다.
- 2001년 11월 18일 - 스이카의 사용이 가능해졌다.
- 2008년 - 대합실을 리뉴얼하였다.

## 인접정차역
| ■ 동일본 여객철도 소부 본선 | ■ 동일본 여객철도 소부 본선 | ■ 동일본 여객철도 소부 본선 |
| --------------------------- | --------------------------- | --------------------------- |
| 미나미시스이 지바 방면      | 보통                        | 야치마타 조시 방면          |